# وانگ شوانگ (بازیکن فوتبال)
وانگ شوانگ (انگلیسی: Wang Shuang؛ زادهٔ ۲۳ ژانویهٔ ۱۹۹۵) بازیکن فوتبال اهل چین است.
از باشگاه‌هایی که در آن بازی کرده‌است می‌توان به باشگاه فوتبال زنان پاری سن ژرمن اشاره کرد.
وی همچنین در تیم‌های ملی فوتبال China women's national under-20 football team و زنان چین بازی کرده‌است.